# Мари-Буляр
Мари-Буляр (тат. Мари-Бүләр) — село в Муслюмовском районе Республики Татарстан России. Входит в состав Исансуповского сельского поселения.

## География
Село находится в восточной части Татарстана, в лесостепной зоне, на берегах реки Мушуги, при автодороге 16К-1216, на расстоянии примерно 20 километров (по прямой) к северо-востоку от Муслюмова, административного центра района. Абсолютная высота — 158 метров над уровнем моря.

### Климат
Климат характеризуются как умеренно континентальный, с продолжительной умеренно холодной зимой и тёплым летом. Среднегодовая температура воздуха составляет 3,8 °С. Средняя температура воздуха самого холодного месяца (января) — −12,2 °C (абсолютный минимум — −49 °C); самого тёплого месяца (июля) — 19,7 °C (абсолютный максимум —39 °С). Безморозный период длится в течение 125—130 дней. Среднегодовое количество атмосферных осадков составляет 460 мм, из которых до 70 % выпадает в период с апреля по октябрь. Снежный покров держится около 150 дней.

### Часовой пояс
Село Мари-Буляр, как и весь Татарстан, находится в часовой зоне МСК (московское время). Смещение применяемого времени относительно UTC составляет +3:00.

## Население
Население села Мари-Буляр в 2011 году составляло 280 человек.

### Национальный состав
Согласно результатам переписи 2002 года, в национальной структуре населения марийцы составляли 95 % из 288 чел.